# Marek Jan Chodakiewicz
Marek Jan Chodakiewicz (ur. 15 lipca 1962 w Warszawie) – polsko-amerykański historyk, profesor w The Institute of World Politics w Waszyngtonie, specjalizujący się w badaniu stosunków polsko-żydowskich, tematyki Szoa oraz historii Europy Środkowej i Wschodniej XIX wieku i XX wieku.

## Życiorys
Syn Witolda oraz krewny Chrisa Cieszewskiego. Do USA wyjechał w 1982 na studia. Bakalaureat uzyskał na San Francisco State University w 1988, tytuł zawodowy magistra zdobył na Columbia University. Stopień doktora uzyskał broniąc na Columbia University w 2001 dysertacji: Accommodation and Resistance: A Polish County Krasnik during the Second World War and its Aftermath, 1939–1947. W latach 2001–2003 był adiunktem (assistant professor of history) na University of Virginia w Charlottesville. Był także profesorem wizytującym na Loyola Marymount University. Od 2003 jest profesorem historii w The Institute of World Politics w Waszyngtonie. W kwietniu 2005 został przez prezydenta G.W. Busha powołany do amerykańskiej Rady Pamięci Holokaustu, a od 2008 jest kierownikiem Katedry Studiów Polskich im. Tadeusza Kościuszki (The Kosciuszko Chair of Polish Studies). Od 2018 do 2022 członek Rady przy Muzeum II Wojny Światowej w Gdańsku.
W Polsce jest w radzie programowej naukowego czasopisma społeczno-historycznego „Glaukopis”, publikuje w Przeglądzie Historyczno-Wojskowym, „Zeszytach Historycznych WiN-u” i „Arcanach”, współpracuje z wydawnictwem „Fronda”, tygodnikiem „W sieci”, „Tygodnikiem Solidarność” oraz tygodnikiem „Najwyższy CZAS!”. Publikuje też w dzienniku „Rzeczpospolita”, na blogu Salon24.pl.
Specjalizuje się w historii Europy Środkowo-Wschodniej w XIX i XX wieku, w tym w historii Polski, Austro-Węgier (Historia Austro-Węgier) i Imperium Rosyjskiego (Historia Rosji), stosunkach polsko-żydowskich, myśli konserwatywnej i w problematyce nazizmu, faszyzmu oraz komunizmu.
Wystąpił w filmach dokumentalnych Towarzysz generał (2009), New Poland (2010), w trzeciej części serii Transformacja (2012) oraz Jedwabne. Historia prawdziwa (2022).
Zasiada w radzie historycznej Związku Żołnierzy Narodowych Sił Zbrojnych.

## Poglądy i kontrowersje

### Poglądy polityczne: prawica i lewica
Naukowiec o poglądach prawicowych i konserwatywnych.
Zdaniem Chodakiewicza pierwsze elementy struktur określanych z czasem jako lewicowe można dostrzec w gnozie. Ich podstawą jest więc przekonanie o możliwości posiadania tajemnej (a więc niedostępnej ogółowi społeczeństwa) wiedzy o rzeczywistości, dzięki której staje się możliwa radykalna przemiana świata. Stąd, jak twierdzi Chodakiewicz, obecne w rozmaitych ruchach lewicowych dążenia rewolucyjne oraz utopijność. W cywilizacji chrześcijańskiej przejawiały się one w wierze w dokonanie przewrotu społecznego ustanawiającego Królestwo Boże na ziemi, a więc w wymiarze doczesnym. W ramach laicyzacji świata zachodniego ta sama wiara utraciła religijną nomenklaturę, przyjmując postać oczekiwania idealnego, pozbawionego przemocy i niesprawiedliwości społeczeństwa oraz powszechnego dobrobytu. Koncepcję tę niejednokrotnie wspiera przekonanie o tym, że człowiek, pozostając w stanie natury, jest istotą wolną i równą, a nabywa niewłaściwych przekonań w wyniku niekorzystnych i opresyjnych warunków społecznych. Ich zmiana może dokonywać się drogą rewolucji lub wdrażania stopniowych zmian struktury społeczeństwa.
Innymi, obok gnozy i utopijności, wyznacznikami myśli lewicowej są według Chodakiewicza:
- relatywizm i nominalizm polegające na przekonaniu o względności wszelkich ludzkich pojęć konstytuujących religię, tradycję i wartości[9].
- idealizm i dualizm, które wyrażają się w przekonaniu o wyższości idei nad rzeczywistością, a także o możliwości dopasowania natury ludzkiej do teoretycznego modelu społeczeństwa postępowego[10].
- progresywizm.

Należy do zdecydowanych krytyków Jana Tomasza Grossa.

### Stosunek do teorii gender
Kontrowersje wzbudził wykład dotyczący cywilizacji śmierci, który Marek Chodakiewicz wygłosił 29 lipca 2019 w Centrum Edukacyjnym IPN im. Janusza Kurtyki. Został on uznany przez część mediów za homofobiczny. 
Chodakiewicz wyprowadza zasadnicze punkty teorii gender z idei gnostyckich, które powracały w historii kultury zachodniej pod postacią kolejnych ruchów progresywnych, anarchicznych czy radykalnie emancypacyjnych. „Podczas gdy w chrześcijaństwie ciało i dusza to jedno”, pisał, „w gnozie są one traktowane oddzielnie. Ta starożytna herezja jest właśnie źródłem ideologii gender, szczególnie twierdzenia o rzekomej płynności płci (...). Sekty oparte na takich propozycjach pojawiają się w dziejach cyklicznie (...). Po XVII w. nastąpiła sekularyzacja gnostycyzmu. Tzw. oświecenie zdetronizowało Boga na rzecz nauki, która stała się bogiem. I zdeifikowała człowieka. W tym kontekście w XVIII w. miała miejsce nowa rewolucja seksualna”.

## Wyróżnienia i nagrody
- Stypendium „Richard Hofstadter Fellowship” (1989–1994)
- Grant Prezesa Rady Ministrów Rzeczypospolitej Polskiej (2001)
- Nagroda Literacka im. Józefa Mackiewicza (2003)[18]
- Grant „The Earhart Foundation Fellowship” (2004)
- Krzyż Kawalerski Orderu Odrodzenia Polski (2007)[19]
- Grant „Smith Richardson Fellowship” (2009–2010)
- Weteran honoris causa polskiej Korporacji Akademickiej Respublica[20]

## Publikacje

### W języku polskim
- Ciemnogród? O Prawicy i Lewicy. Warszawa: Oficyna Wydawnicza Fulmen-Poland, 1996, ISBN 83-86445-00-9.
- Zagrabiona pamięć: Wojna w Hiszpanii, 1936-39. Warszawa: Fronda, 1997. ISBN 83-907120-2-4.
- Tajne Oblicze: Dokumenty GL-AL i PPR, 1942-1945. Tomy 1-3, Warszawa: Burchard Edition, 1997-1999. ISBN 83-87654-03-5 (współredaktorzy: Leszek Żebrowski, Piotr Gontarczyk)
- Narodowe Siły Zbrojne: „Ząb” przeciw dwu wrogom. 3 wyd.: 1994, 1999, 2004
- Żydzi i Polacy 1918-1955: Współistnienie, Zagłada, Komunizm. Warszawa, wyd. Fronda, 2000 (wyd. 2 2011). ISBN 83-912541-8-6.
- Ejszyszki. Kulisy zajść w Ejszyszkach: Epilog stosunków polsko-żydowskich na Kresach, 1944-45: Wspomnienia-dokumenty-publicystyka. Tomy 1-2. Warszawa, wyd. Fronda, 2002 (2 wyd. 2010). ISBN 83-911063-3-0.
- Ronald Reagan: „Moja wizja Ameryki”. Warszawa: Arwil, 2004. ISBN 83-919221-5-4 (współredaktorzy: Paweł Toboła-Pertkiewicz, Paweł Włodarskii)
- Po Zagładzie. Stosunki polsko-żydowskie 1944–1947. Warszawa: IPN, 2008, seria „Monografie”. ISBN 978-83-60464-64-9.
- Żeby Polska była polska. Antologia publicystyki konspiracyjnej podziemia narodowego 1939–1950. Warszawa: IPN, 2010. ISBN 978-83-7629-212-0 (współredaktor: Wojciech Muszyński)
- Złote serca, czy złote żniwa? Studia nad wojennymi losami Polaków i Żydów, The Facto, 2011. ISBN 978-83-61808-05-3.
- Między Wisłą a Potomakiem, wyd. Patria Media, 2012. ISBN 978-83-932209-2-2.
- Mord w Jedwabnem 10 lipca 1941: prolog, przebieg, pokłosie. Międzyzdroje, Kraków: Wyd: Arkadiusz Wingert, 2012. ISBN 978-83-60682-39-5.
- O prawicy i lewicy. Biblioteka Glaukopis-u. t. 3. Gdańsk: Patria Media, 2013. ISBN 978-83-933980-3-4.
- Transformacja czy niepodległość? Gdańsk: Patria Media, 2014. ISBN 978-83-93220-98-4.
- Narodowe Siły Zbrojne. Dokumenty 1942-1944, t. 1. Lublin: Fundacja Kazimierza Wielkiego, 2014. ISBN 978-83-93767-41-0 (współredaktorzy: Wojciech Muszyński, Leszek Żebrowski)[21]
- O cywilizacji śmierci. Jak zatrzymać antykulturę totalitarnych mniejszości, Warszawa: 3S Media Sp. z o.o., 2019, ISBN 978-83-61935-99-5.

### W języku angielskim
- Spanish Carlism and Polish Nationalism: The Borderlands of Europe in the 19th and 20th Centuries. Charlottesville, VA: Leopolis Press, 2003. ISBN 0-9679960-5-8 (współredaktor: John Radziłowski)
- After the Holocaust: Polish-Jewish Relations in the Wake of World War II, East European Monographs, 2003. ISBN 0-88033-511-4.
- Poland’s Transformation: a Work in Progress. Charlottesville, VA: Leopolis Press, 2003. ISBN 978-0-9679960-2-8 (współredaktorzy: John Radziłowski, Dariusz Tołczyk)
- Accommodation, collaboration, and resistance in Poland, 1939–1947: a theory of choices and the methodology of a case study. Detroit, Michigan: Piast Foundation, 2003
- Between Nazis and Soviets: Occupation Politics in Poland, 1939–1947, Lexington Books, 2004. ISBN 0-7391-0484-5.
- The Massacre in Jedwabne, July 10, 1941: Before, During, After. Columbia University Press and East European Monographs, 2005. ISBN 0-88033-554-8.
- Golden Harvest or Hearts of Gold? Studies on the Fate of Wartime Poles and Jews. Washington, DC: Leopolis Press 2012, ISBN 0-9824888-1-5 (współredaktorzy: Wojciech Muszyński, Paweł Styrna)
- Intermarium: the land between the Black and Baltic Seas. New Brunswick: Transaction Publishers, 2012. ISBN 978-1-4128-4774-2.
- Poland’s transformation: a work in progress: studies in honor of Kenneth W. Thompson. Londyn: Transaction Publishers, 2013. ISBN 978-1-4128-0592-6 (współredaktorzy: John Radziłowski, Dariusz Tołczyk)